# Burning Rangers
| Críticas profissionais | Críticas profissionais |
| Avaliações da crítica  | Avaliações da crítica  |
| Fonte                  | Avaliação              |
| ---------------------- | ---------------------- |
| Revista Push Start     | (8/10)                 |
| Gamespot               | 6,2                    |
| Sega Saturn Magazine   | 90%                    |

Burning Rangers (バーニングレンジャー, Bāningu Renjā) é um jogo eletrônico desenvolvido pela Sonic Team em 1998 para o console Sega Saturn. Ele foi lançado em fevereiro de 1998 no Japão, e em maio do mesmo ano na América do Norte e Brasil.
Trata-se de um jogo de ação na terceira pessoa, onde o player assume o papel de um novo recruta para uma organização de combate a incêndios futurista e, equipados com jetpacks e armas a laser que apagam fogos, ele deve explorar locais onde há várias emergências.

## História e Enredo do Jogo
O jogo se passa em uma sociedade futurista em que o fogo é um dos grandes riscos remanescentes. Os Burning Rangers são um grupo de bombeiros que foram formados para ajudar a lidar com essas situações de emergência. No jogo você utiliza os jogadores novatos da corporação, Shou Amabane e Tillis,  e com eles salvar vidas em edifícios em chamas e outras estruturas.
Os principais membros da equipe são Chris Partn, Big Landman e Lead Phoenix (também conhecido como Reed); e os dois novos recrutas, Shou Amabane e Tillis. Os últimos dois são os únicos personagens inicialmente, embora os outros podem ser desbloqueados por meio de passwords.

## Personagens
- Big Landman: O mais velho e experiente da equipe. Big ficou ferido em um terrível acidente no início de sua carreira e teve que implantar ferros em seu corpo para continuar em seu trabalho, usando implantes mecânicos especiais que reconstruíram seu corpo. É o membro mais forte da equipe.
- Chris Partn: Ela é a supervisora da equipe e dá as orientações e informações durante o jogo pelo sistema de voz e navegação. Quando Chris tinha apenas treze anos, seu pai, que estava entre a primeira geração dos Burning Rangers, morreu enquanto tentava resgatar um grupo de pessoas de uma explosão química. Chris cresceu sentindo uma imensa quantidade de orgulho do sacrifício de seu pai e seguiu seus passos, juntando-se aos Rangers apesar das objeções de sua mãe. Sua capacidade de suportar o calor a fez supervisora.
- Lead Phoenix: Ele é o líder da equipe. Lead ingressou na corporação assim que saiu da escola, porém, foi mais de um desejo de experimentar coisas novas em vez de um desejo de salvar a vida das pessoas. Depois de passar algum tempo com o trabalho passou a reconhecer o valor da vida humana e preservá-la.
- Shou Amabane: Ele é o novo recruta da corporação e sempre quer se desafiar! Shou foi resgatado de um fogo intenso quando ele tinha apenas 10 anos de idade por um membro desconhecido da Burning Rangers. O arqueiro sacrificou a si mesmos, a fim de salvar Shou e desde então teve vários pesadelos e sentiu a necessidade de entrar no grupo para salvar mais vidas.
- Tillis: Uma órfã que perdeu seus parentes num incêndio e a mais nova do grupo, é a nova recruta, junto com o Shou. Doce e meiga, ela veio com o desejo de salvar mais vidas. Quando perdeu seus pais, foi parar num orfanato cujo decidiu salvar mais vidas e não deixar parentes queridos morrerem e tornassem lacunas na vida dos outros.

## Trilha-Sonora
A trilha-sonora do jogo é um de seus destaques. Ela foi composta por Naofumi Hataya, Fumie Kumatani e Masaru Setsumaru, enquato as letras das canções com vocais foram escritas por compostas Naofumi Hataya e Tomoko Sasaki, a dupla responsável pela trilha sonora de NiGHTS Into Dreams.
Destaque também para a participação do guitarrista virtuoso estadunidense Vinnie Moore, que fez solos de guitarras em algumas canções, como "Angels With Burning Hearts", e outras.

## Críticas
No geral, o game recebeu notas boas e foi bem recebido pela crítica, tirando 6,2 na GameSpot, 90% no Sega Saturn Magazine.
Segundo a Revista Push Start, que deu nota 8,0 ao game, o ponto alto do jogo fica em relação ao "conceito de jogo interessante, boa jogabilidade e apresentação". Já o ponto negativo: "É um jogo muito curto, com apenas 4 níveis e um tutorial".